# 张世军 (1946年)
张世军（1946年—），男，河南卢氏人，中华人民共和国政治人物，第八届全国人大代表，中共十五大代表。

## 生平
1969年毕业于河南农学院植物保护专业。
1984年5月，历任汝阳县县长，县委书记；1988年8月任洛阳市副市长；1990年6月任中共洛阳市委副书记；1991年8月任洛阳市市长；1996年3月任中共濮阳市委书记；
2001年10月，任中共河南省委常委、政法委书记。
2006年1月，当选河南省十届人大常委会副主任。2006年7月，任河南省助残济困总会第一届主席。